# Margarida Cardoso
Maria Margarida de Almeida Rodrigues Cardoso (Tomar, 12 de juny de 1963) és una directora de cinema i realitzadora portuguesa. També és professora de cinema, vídeo i comunicació multimèdia a la Universidade Lusófona de Lisboa i tutora del màster Docnomads.

## Biografia
Nascuda a Portugal, el 1975 es va establir amb la família a Moçambic. Des de 1981 va treballar com a fotògrafa publicitària abans de fer els primers passos en la producció cinematogràfica. Estudià imatge i comunicació audiovisual a l'escola António Arroio de Lisboa i va treballar alguns anys a França i Portugal com a fotògrafa i assistenta de realització de João Botelho (a Um Adeus Português, 1985) i Joaquim Leitão (a Duma Vez Por Todas, 1987). Fins a 1996 aquesta fou la seva principal activitat, treballant per als directors Charles L. Bitsch (1989), José Fonseca e Costa (1990), Luís Galvão Teles (1991), Alberto Seixas Santos (1992) o Edgar Pêra (1994). Va treballar amb regularitat per a Solveig Nordlund i Joaquim Leitão, i també com a dissenyadora de José Álvaro Morais (O Bobo 1987) i per a la producció francesa Clubbed to Death (Lola).
Des de 1995 començà la seva pròpia tasca com a directora, a mig camí entre el documental i la ficció. El 1996 va dirigir la seva primera pel·lícula Dois Dragões, i col·laborà en els documentals Natal 71 i Kuxa Kanema: O Nascimento do Cinema. El reconeixement li arribaria el 2004 amb A costa dos murmurios, basada en la novela de Lídia Jorge, una mirada crítica a la guerra colonial portuguesa des dels ulls d'una parella de joves moçambiquesos a la fi de 1960 i que va tenir ressò comercial, ja que fou estrenada en el Festival Internacional de Cinema de Venècia alhora que rebia el premi del Festival Caminhos do Cinema Português de Coïmbra, i al Festival Internacional de Cinema de Mannheim-Heidelberg El 2005 va rebre l'Orde de l'Infant Dom Henrique.
El 2014 va dirigir Yvone Kane, on torna a tractar la temàtica colonial i postcolonial des d'una perspectiva molt particular, l'exploració de la memòria, la pèrdua i la culpa. Amb aquesta pel·lícula va rebre el guardó al millor realitzador dels Premis Sophia de 2016.

## Filmografia
- Sita - A Vida e o Tempo de Sita Valles (2022)
- Understory (2019)
- Yvone Kane (2014)
- Atlas (2013)
- Licínio de Azevedo - Crónicas de Moçambique (2010)
- Aljubarrota (2008)
- Era Preciso Fazer as Coisas (2007)
- O Código da Vida de A. Montrond (2008)[6]
- A costa dos murmurios (2004)[6]
- Kuxa Kanema: o nascimento do cinema (2003)[6]
- Com Quase Nada (2000)[6]
- Do Outro Lado (1999)
- Entre Nós (1999)
- Natal 71 (1999)[6]
- Dois Dragões (1996)[6]